# Robert Costanza
Robert Costanza (ur. 14 września 1950 roku) – amerykański ekonomista, Professor of Sustainability (pol. profesura zrównoważonego rozwoju) Uniwersytetu Stanowego w Portland. Jeden z pionierów ekonomii ekologicznej.

## Edukacja
Costanza studiował architekturę na Uniwersytecie Floryda, gdzie otrzymał tytuł doktora z inżynierii środowiska (teoria systemów i ekonomia).

## Kariera naukowa
Robert Costanza wykładał m.in. na Uniwersytecie Maryland, Uniwersytecie Stanowym w Luizjanie i Uniwersytecie Wermont. Od września 2010 roku pracuje w Institute of Sustainable Solutions Uniwersytetu Stanowego w Portland.
Jest współtwórcą szkoły ekonomii ekologicznej, będącej interdyscyplinarną podszkołą ekonomii zajmującą się badaniem systemów naturalnych. Współzałożył Międzynarodowe Stowarzyszenie Ekonomii Ekologicznej (ISEE) oraz czasopisma Ecological Economics, Solutions i Ecological Economics Reviews.
Do jego najważniejszych publikacji należą Ecological Economics: The Science and Management of Sustainability, zbiór artykułów z pierwszego sympozjum ISEE, oraz opublikowany w renomowanym czasopiśmie Nature artykuł The value of the world's ecosystem services and natural capital, w którym wraz ze swoimi współautorami oszacował wartość wszystkich ekosystemów Ziemi na 33 biliony dolarów. Artykuł ten jest drugim najczęściej cytowanym artykułem w kategorii ekologia/środowisko. Costanza jest autorem 22 książek i ponad 400 artykułów naukowych.
Współautor słynnego artykułu Economic Growth, Carrying Capacity, and the Environment, opublikowanego w renomowanym czasopiśmie Science, w którym grupa ekonomistów i ekologów (m.in. Kenneth Arrow i Partha Dasgupta) zwróciła uwagę na granice wzrostu gospodarczego wynikające z ograniczonych możliwości ekosystemów do regeneracji.
Głównymi polami zainteresowań naukowych Costanzy są: modelowanie ekologiczne, zarządzanie systemami naturalnymi, usługi ekosystemowe, zrównoważony rozwój i kapitał naturalny.